# NGC 7469
NGC 7469 este o seyfert 1 galaxy⁠(d) situată în constelația Pegas. A fost descoperită în 12 noiembrie 1784 de către William Herschel. Se află la o distanță de 69,8 de megaparseci de Pământ.